# اشک‌های تنهایی در محله چینی‌ها
«اشک‌های تنهایی در محلهٔ چینی‌ها» (به انگلیسی: Lonely Tears in Chinatown) (به انگلیسی: Lonely Tears in Chinatown) تک‌آهنگی از مدرن تاکینگ است که در سال ۱۹۸۷ میلادی منتشر شد.